# Cyril A. Walker
Cyril Alexander Walker (8 februari 1939 – 6 mei 2009) was een Britse ornitholoog en paleontoloog die conservator was van fossiele vogels in het Natural History Museum in Londen.

## Biografie
Zijn vader had een groente- en fruitwinkel en hij ging naar school aan de Ealing and Acton Technical College, waar hij cursussen zoölogie en botanie volgde.
Hij was vanaf 1958 verbonden aan het Natural History Museum, werd conservator in 1972 en senior wetenschappelijk medewerker in 1985. Hij heeft een aantal expedities van het museum geleid, waaronder een aantal naar de Trans-Sahara. Bij één gelegenheid in Nigeria in 1979 werd hij samen met de andere expeditieleden gearresteerd en onder huisarrest geplaatst. In 1988 vond zijn expeditie een nieuwe soort sauropode in Agadez, Niger, vergezeld van een BBC-filmploeg (BBC-serie Lost Worlds, Vanished Lives van David Attenborough).
Hij is vooral bekend door de introductie van de groep Enantiornithes in 1981, destijds op basis van een klein aantal onvolledige vondsten uit Argentinië.
In 1986 was hij een van de auteurs van een weerlegging van beweringen van Fred Hoyle en anderen dat de Archaeopteryx-vondsten 19e-eeuwse vervalsingen zouden zijn. In 1978 vond een expeditie die hij mede leidde in Queensland de vroegste (Krijt) haringfossielen.
Hij was een specialist in fossiele vogels uit het Laat-Krijt en het Eoceen (met name Isle of Sheppey). Naast vogels bestudeerde hij ook fossiele schildpadden uit Groot-Brittannië en Noord-Afrika. In het museum werkte hij intensief samen met de ornitholoog Colin Harrison. Beiden benoemden de theropoden Bradycneme en Heptasteornis uit Roemenië in 1975 en de vroege vogel Wyleyia valdensis uit het Vroeg-Krijt van Engeland in 1973.
Zijn boek met de Britse dierenarts en amateur-paleontoloog David Ward (1948) over fossielen werd een bestseller.
Hij was een fellow van de Linnean Society of London en de Royal Geographic Society.

## Privéleven en overlijden
Hij was drie keer getrouwd en overleed in mei 2009 op 70-jarige leeftijd.